# Tim Conboy
Timothy M. „Tim“ Conboy (* 22. März 1982 in Farmington, Minnesota) ist ein ehemaliger US-amerikanischer Eishockeyspieler, der im Verlauf seiner aktiven Karriere zwischen 2000 und 2018 unter anderem 62 Spiele für die Carolina Hurricanes in der National Hockey League (NHL) auf der Position des Verteidigers bestritten hat. Darüber hinaus verbrachte Conboy, der den Spielertyp des Enforcers verkörperte, insgesamt sechs Spielzeiten in der Deutschen Eishockey Liga beim ERC Ingolstadt und der Düsseldorfer EG. Mit dem ERCI gewann er im Jahr 2014 die Deutsche Meisterschaft.

## Karriere
Tim Conboy begann seine Karriere als Eishockeyspieler in der United States Hockey League (USHL), in der er von 2000 bis 2002 für die Rochester Mustangs und Topeka Scarecrows aktiv war. Anschließend wurde er im NHL Entry Draft 2002 in der siebten Runde als insgesamt 217. Spieler von den San Jose Sharks aus der National Hockey League (NHL) ausgewählt, für die er allerdings nie spielte. Zunächst spielte der damalige Verteidiger zwei Spielzeiten lang für die St. Cloud State University in der National Collegiate Athletic Association (NCAA), ehe er in den Playoffs der Saison 2003/04 sein Debüt bei den Cleveland Barons, dem Farmteam San Joses, aus der American Hockey League (AHL) gab. Dort war der Abwehrspieler bis zum Sommer 2006 aktiv.
Im Juli 2006 unterschrieb Conboy als Free Agent einen Vertrag bei den Carolina Hurricanes. Nachdem der US-Amerikaner in der Saison 2006/07 ausschließlich für deren Farmteam, die Albany River Rats, in der AHL aufgelaufen war, gab er im Verlauf der Saison 2007/08 sein Debüt in der NHL für die Hurricanes. In den folgenden zwei Spielzeiten pendelte Conboy ständig zwischen den Hurricanes und dem Kooperationspartner Albany River Rats. Nach der Saison 2009/10 wurde der Vertrag des Abwehrspielers nicht verlängert und er unterschrieb im Juli 2010 – abermals als Free Agent – ein Arbeitspapier bei den Buffalo Sabres. Nach dem Trainingslager wurde Conboy ins Farmteam zu den Portland Pirates geschickt, wo er die gesamte Spielzeit 2010/11 verbrachte. Im Juli 2011 unterzeichnete der Enforcer einen Zweiwegevertrag für ein Jahr bei den Ottawa Senators. In der Organisation der Senators schaffte er die anvisierte NHL-Rückkehr ebenfalls nicht und lief stattdessen weiterhin in der AHL für das Farmteam Binghamton Senators auf.
Zur Saison 2012/13 wechselte Conboy auf der Suche nach einer neuen sportlichen Herausforderung zum ERC Ingolstadt in die Deutsche Eishockey Liga (DEL). Am Ende der Saison 2013/14 gewann er mit dem ERCI den Deutschen Meistertitel, zu dem er 28 Scorerpunkte beitrug. Nach diesem Erfolg verließ er den Verein und wurde vom Ligakonkurrenten Düsseldorfer EG verpflichtet. Conboy absolvierte für die DEG über den Verlauf der folgenden vier Spielzeiten insgesamt 107 Spiele, in denen er 25 Scorerpunkte sammelte sowie aufgrund seiner robusten und kämpferischen Spielweise 236 Strafminuten erhielt. Aus gesundheitlichen Gründen musste er seine Karriere nach der Saison 2017/18 beenden. In seinen sechs Jahren in der DEL galt der US-Amerikaner als einer der härtesten Verteidiger der Liga.

## Erfolge und Auszeichnungen
- 2014 Deutscher Meister mit dem ERC Ingolstadt

## Karrierestatistik
(Legende zur Spielerstatistik: Sp oder GP = absolvierte Spiele; T oder G = erzielte Tore; V oder A = erzielte Assists; Pkt oder Pts = erzielte Scorerpunkte; SM oder PIM = erhaltene Strafminuten; +/− = Plus/Minus-Bilanz; PP = erzielte Überzahltore; SH = erzielte Unterzahltore; GW = erzielte Siegtore; 1 Play-downs/Relegation; Kursiv: Statistik nicht vollständig)